# The Privateer
The Privateer ist eine 2007 in Freiburg gegründete Folk-Metal-Band.

## Geschichte
The Privateer wurde 2007 von Roman Willaredt und Christian Spöri gegründet. Die Band sollte ursprünglich „Privateer“ heißen, musste diese Idee aber wegen Namensstreitigkeiten mit einer Metal-Band aus Warschau verwerfen. So kam es zum jetzigen Bandnamen „The Privateer“. Nach ihrer ersten Demo-CD Tavern Tales, bestehend aus den zwei Liedern Stormlashed und Basilisk, spielte The Privateer mehrere Konzerte in Deutschland und in der Schweiz.
Die Demo kam so gut an, dass ein weiteres Album produziert wurde.
Mit Facing the Tempest, beim Label Trollzorn Records erschien 2012 ihr Debütalbum. Ein Jahr später, 2013, folgte das Album Monolith mit zwölf Liedern, ebenfalls bei Trollzorn/SMP Records. 2017 unterschrieb die Band einen neuen Plattenvertrag beim österreichischen Label NoiseArt Records, über welches am 28. Juli das Album The Goldsteen Lay veröffentlicht wurde. Im Oktober 2017 verließ der Sänger Pablo Heist die Band. Ab 1. Januar 2018 war Daniel Priegnitz neuer Frontmann, der jedoch kurz darauf wieder aus der Band entlassen und am 1. Januar 2019 offiziell durch Jonas Piraterie ersetzt wurde.
Für Anfang 2018 wurde The Privateer für eine gemeinsame Tour mit Korpiklaani, Heidevolk, Arkona und Trollfest gebucht. Im Herbst 2020 verließ Jonas Piraterie die Band und wurde Ende 2022 durch Pascal Streb ersetzt Im Jahr 2022 hat The Privateer einen weltweiten Plattenvertrag mit dem deutschen Label Reaper Entertainment unterschrieben, um ihr neues Album Kingdom of Exiles zu veröffentlichen.

## Stil
The Privateer spielt nach eigener Aussage sogenannten „Heavy Folk Metal“. Man kann den Stil auch als „Piraten-Metal“ bezeichnen, da es in den Texten, vor allem in den Anfängen der Bandgeschichte, stark um dieses Thema ging. Mittlerweile geht es im weitesten Sinne um alles, was in den maritimen Bereich fällt.
Die Musik lässt sich wenig mit anderen Pirate-Metal Bands wie Running Wild oder Alestorm vergleichen.
Die Einflüsse beim Songwriting kommen eher aus dem klassischen Heavy-Metal-Bereich wie Iron Maiden oder Grave Digger und modernerem Viking/Death Metal à la Amon Amarth. Daher ist die Grundstimmung eher melancholisch. Außerdem fühlen sich die Bandmitglieder in diesem Bereich wohler als im „feucht-fröhlichen-Humppa-Metal“ im Stile von Alestorm und Konsorten.
The Privateer lässt sich musikalisch am ehesten beschreiben als Gemisch aus Heavy Metal, Power Metal und Death Metal, unterlegt mit Folk-Metal-Texten und begleitet durch eine Violine.

## Diskografie

### Alben
- 2010: Tavern Tales (Demo-CD, 2 Tracks)
- 2012: Facing the Tempest (Album, Trollzorn Records)
- 2013: Monolith (Album, Trollzorn Records)
- 2017: The Goldsteen Lay (Album, NoiseArt Records)[11]
- 2023: Kingdom of Exiles (Album, Reaper Entertainment)[12]

### Musikvideos
- 2017: Gunpowder Magic (veröffentlicht auf YouTube)
- 2017: Where Fables Are Made (veröffentlicht auf YouTube)
- 2022: The Darkest Shadow of Life (veröffentlicht auf YouTube)
- 2023: Ghost Light (veröffentlicht auf YouTube)
- 2023: Kingdom of Exiles (veröffentlicht auf YouTube)